# Артёма (Краснолучский городской совет)
Артёма (укр. Артема) / Жеребячье (укр. Жереб'яче)  — село, относится к Краснолучскому городскому совету Луганской области Украины. Под контролем самопровозглашённой Луганской Народной Республики.

## География
Соседние населённые пункты: посёлки Комендантское, Запорожье и Фащевка (Антрацитовского района), Индустрия на юго-западе, Фащевка (Перевальского района) на западе, Городище и сёла Тимирязево на северо-западе, Уткино на севере, посёлки Фёдоровка, Широкий, Буткевич, Вергулёвское на северо-востоке, город Петровское на востоке, посёлки Урожайное, Тамара на юго-востоке, Давыдовка, Грушёвое, Красный Кут на юге.

## История
12 мая 2016 года Верховная Рада Украины переименовала село в Жеребячье в рамках кампании по декоммунизации на Украине. Переименование не было признано властями самопровозглашенной ЛНР.

## Население
Население по переписи 2001 года составляло 34 человека.

## Общие сведения
Почтовый индекс — 94551. Телефонный код — 6432. Занимает площадь 0,64 км². Код КОАТУУ — 4411645701.

## Местный совет
94550, Краснолучский горсовет, пгт. Запорожье, ул. К.Маркса, д. 6